# Géographie de La Réunion
| \| Localisation de La Réunion dans le Monde \| OCÉAN INDIEN Piton · des Neiges 3 071 m Piton de la · Fournaise 2 632 m Rivière des · Pluies Rivière du Mât Rivière · des Galets Rivière des Marsouins Rivière de l'Est Rivière · des Remparts Rivière St-Étienne Saint- · Denis Sainte- · Suzanne Sainte- · Marie Saint-Benoît Saint-André Bras-Panon Salazie La Plaine-des-Palmistes Sainte-Rose Saint-Paul Le Port La · Possession Saint-Leu Les Trois-Bassins Saint-Pierre Les Avirons L'Étang- · Salé Saint-Louis Cilaos Entre-Deux Le Tampon Petite-Île Saint-Joseph Saint-Philippe |
| Localisation de La Réunion dans le Monde |

| Localisation de La Réunion dans le Monde |

| \| Localisation de La Réunion dans le Monde \| OCÉAN INDIEN Piton · des Neiges 3 071 m Piton de la · Fournaise 2 632 m Rivière des · Pluies Rivière du Mât Rivière · des Galets Rivière des Marsouins Rivière de l'Est Rivière · des Remparts Rivière St-Étienne Saint- · Denis Sainte- · Suzanne Sainte- · Marie Saint-Benoît Saint-André Bras-Panon Salazie La Plaine-des-Palmistes Sainte-Rose Saint-Paul Le Port La · Possession Saint-Leu Les Trois-Bassins Saint-Pierre Les Avirons L'Étang- · Salé Saint-Louis Cilaos Entre-Deux Le Tampon Petite-Île Saint-Joseph Saint-Philippe |
| Localisation de La Réunion dans le Monde |

| Localisation de La Réunion dans le Monde |

La géographie de La Réunion est la géographie d'une île d'origine volcanique de formation récente située dans l'Ouest de l'océan Indien. La diagonale nord-ouest/sud-est mesure 75 km, la diagonale nord-est/sud-ouest atteint 55 kilomètres.

## Situation

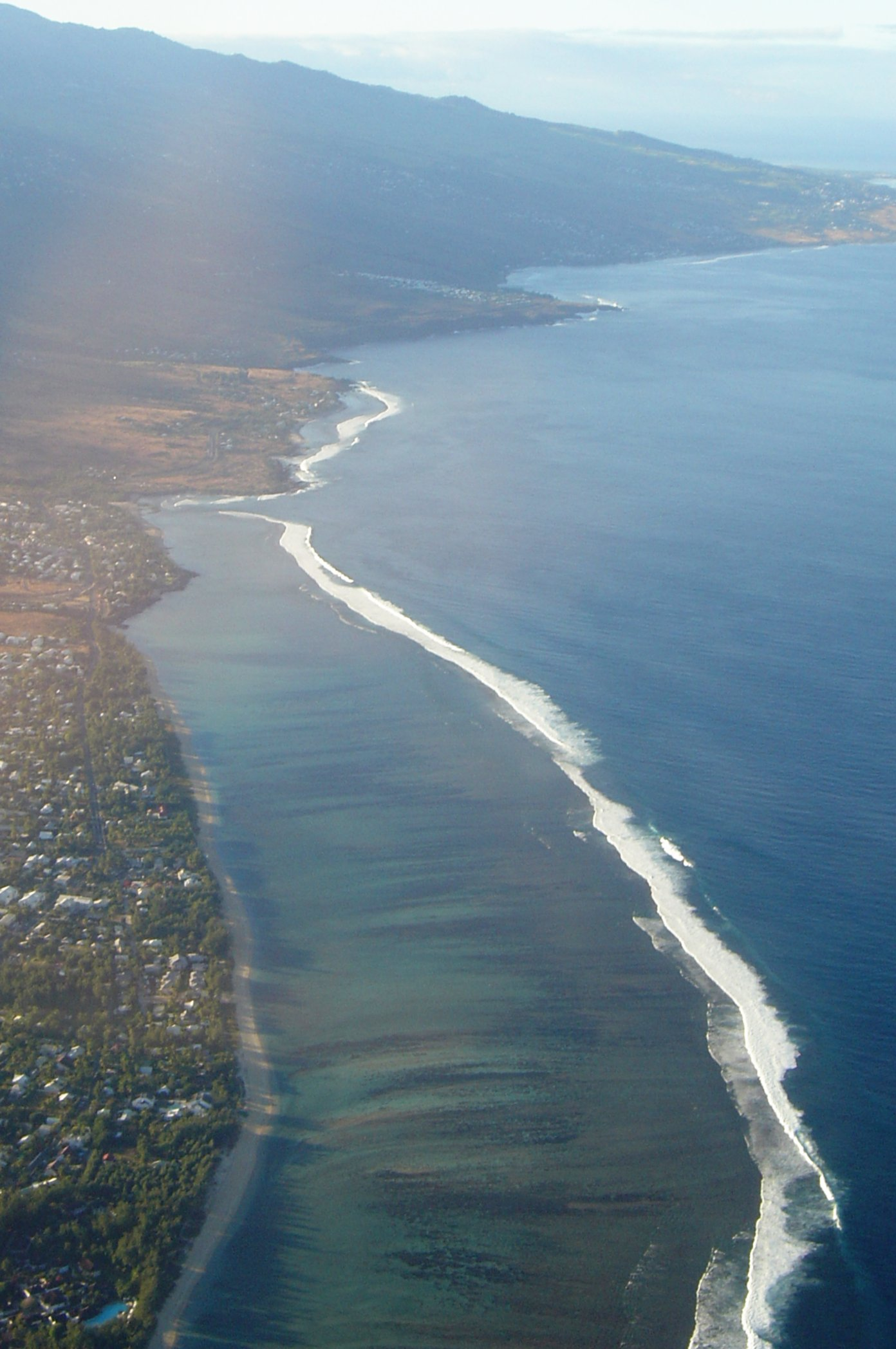
Lagon corallien sur la côte ouest.

Située dans l'océan Indien par 55° 32' de longitude Est et par 21° 08' de latitude Sud, au nord du tropique du Capricorne, La Réunion est à 182 km de l'île Maurice, à 679 km de Madagascar et à 9 344 km de Paris. Elle fait partie, avec l'île Maurice et l'île Rodrigues de l'archipel des Mascareignes.
L'île située au milieu de la plaque africaine est née de l’activité d’un point chaud, anomalie thermique du manteau terrestre, produit de 5 millions d’années d’éruptions volcaniques du piton des Neiges (3 071 m) puis du piton de la Fournaise (actif - 2 632 m), dont seulement 1/32e du volume total émerge, pesant de tout son poids sur la croûte océanique, un « plancher » de surcroît tapissé de sédiments marins formant une assise incertaine pour un tel édifice. La croûte océanique s’enfonce progressivement, capable d’une certaine souplesse (flexure litho-sphérique).
En effet, né par 4 500 mètres du fond de l'océan et après une activité volcanique intense, le piton des Neiges émergea voici quelque trois millions d'années. L'île se forma autour du Piton hors de l'eau, et c'est à ce moment que le piton de la Fournaise émergea à son tour, il y a 500 000 ans.
Après une intense activité et des éruptions explosives des deux volcans, le piton des Neiges se calma et eut sa dernière éruption voici 12 000 ans, mais le cœur reste encore chaud avec une température de 200 °C vers 2 000 mètres de profondeur; d'où les sources hydrothermales de la région de Cilaos. Toute l'histoire volcanique de l'île est évoquée à la Cité du Volcan à Bourg-Murat sur la route qui traverse l'île, de Saint-Pierre à Saint-Benoit.

## Topographie

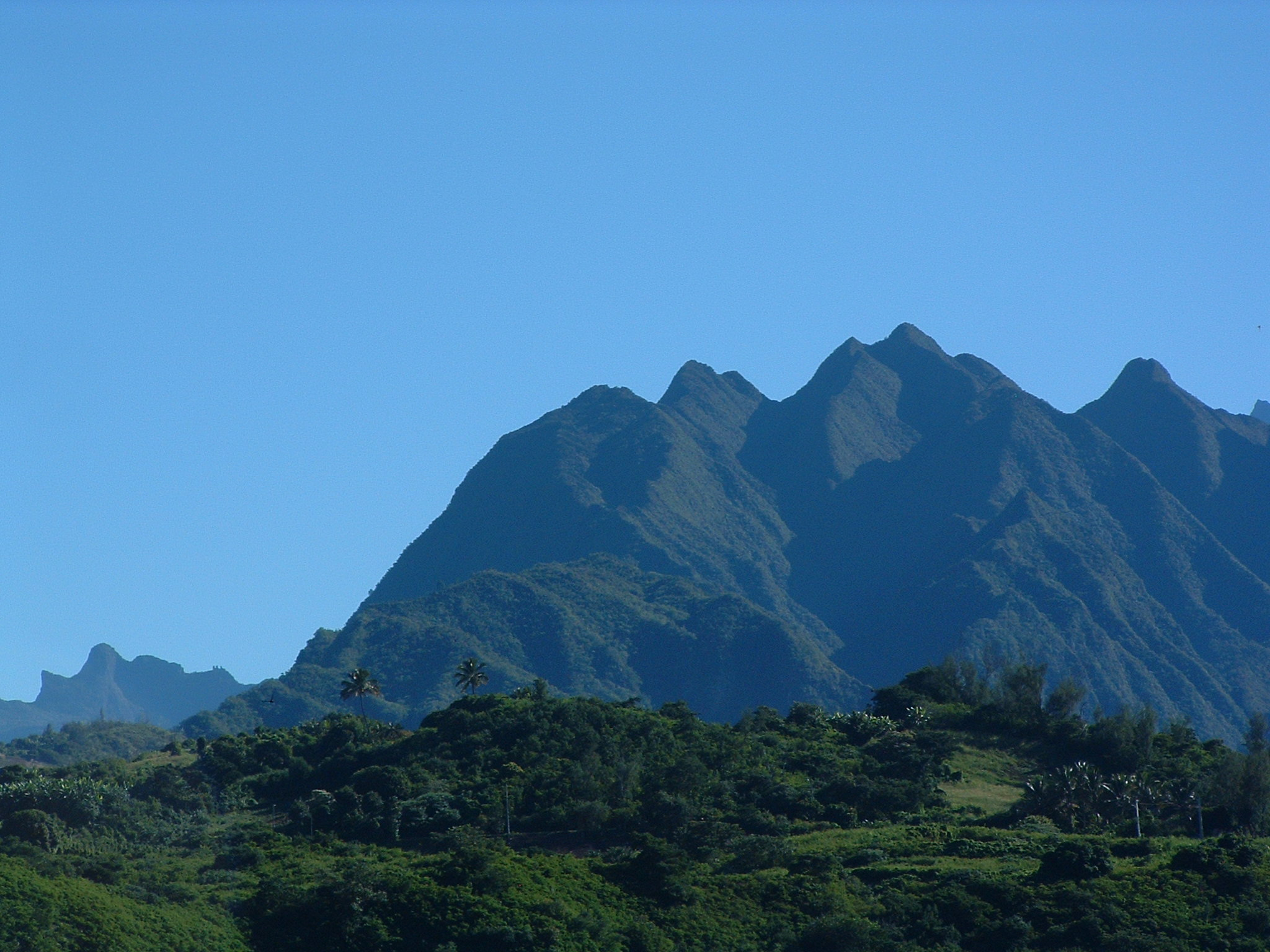
Le cirque de Cilaos vu des hauts de Saint-Pierre.

Le relief de l'île est très accidenté, particulièrement dès qu'on s'éloigne du littoral. La roche volcanique est progressivement érodée par les précipitations tropicales. La Réunion, plus jeune île de l'Archipel des Mascareignes en est aussi le point culminant avec le piton des Neiges (3 070 m). On distingue deux massifs montagneux : Piton des Neiges et Piton de la Fournaise séparés par deux plateaux : la Plaine des Palmistes et la Plaine des Cafres. Une quinzaine de sommets dépassent les 2 200 m et on dénombre environ deux cent cinquante pitons volcaniques.
L'érosion a creusé trois cirques naturels dans ce volcan éteint : Cilaos, Mafate, Salazie. Certains villages dans ces cirques ne sont pas accessibles par la route mais uniquement par hélicoptère ou à pied. Le reste de l'île reste très escarpé, spécialement dans les Hauts où l'on retrouve de nombreuses rivières et des cascades qui creusent des ravines profondes à la végétation luxuriante.

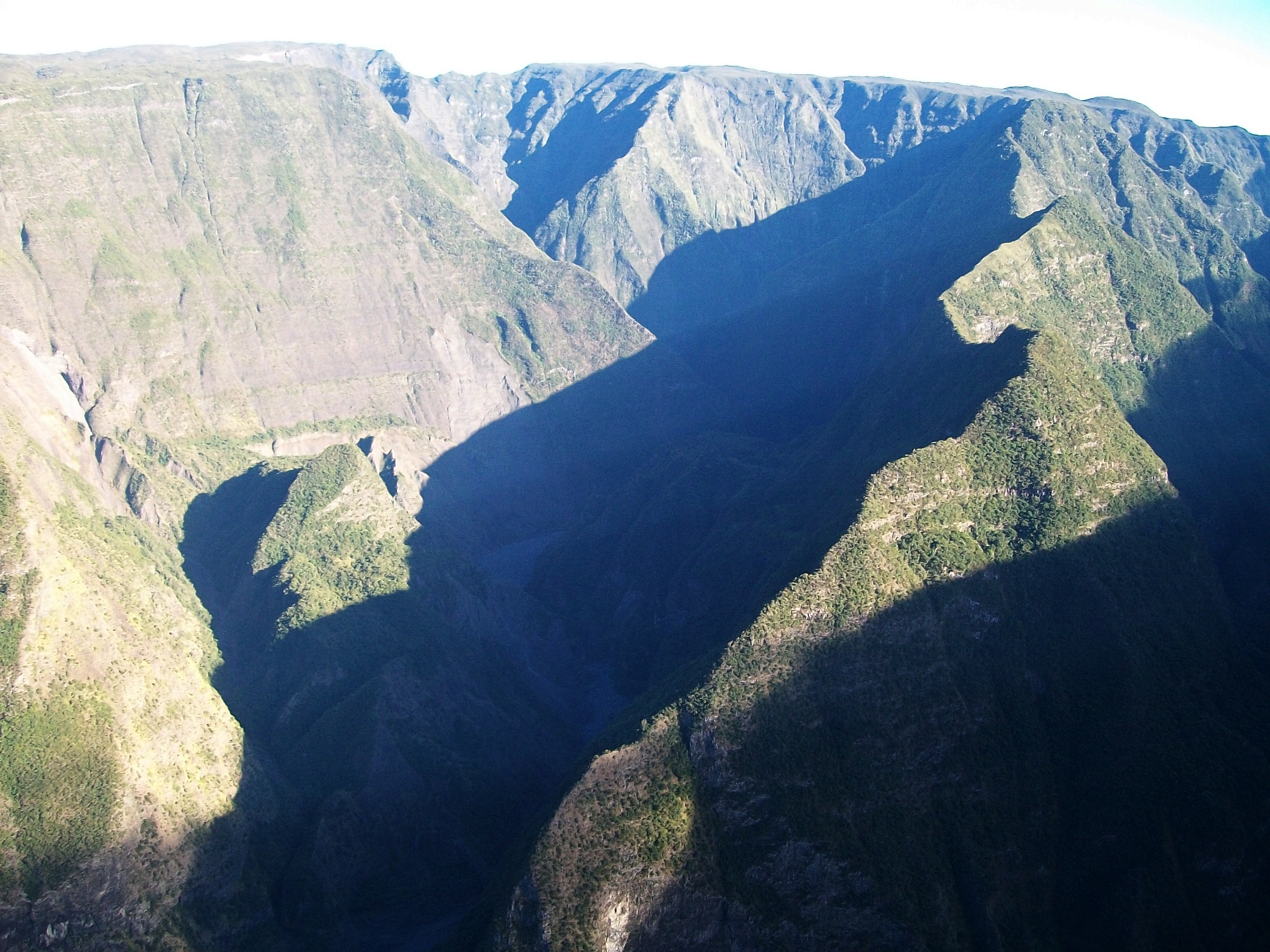
Grand Bassin vue depuis le belvédère de Bois Court.

De par la relative jeunesse de l'île, le littoral est aussi très accidenté et l'océan attaque avec violence de grosses roches où la circulation est très difficile. Le Grand brûlé est la partie orientale de l'Île, zone striée par les dernières grandes coulées de lave solidifiées qui tombent jusqu'à la mer.
Le littoral occidental abrite les lagons de l'île entre Saint-Gilles et Saint-Pierre. On y trouve des plages de sable blanc et de sable noir (à l'Étang Salé).

## Hydrographie
Avec environ sept milliards de mètres cubes d'eau de pluie annuels, l’île atteint des records mondiaux en la matière. Le réseau hydrologique est composé de centaines de bras et de ravines qui se transforment en torrents durant la saison des pluies. Leur forte pente est à l'origine des quelque trois cents cascades qui se forment, dont les trois premières sont les plus hautes de France. La géologie particulière (sols volcaniques) favorise une forte infiltration des eaux dans le sous-sol, ces eaux souterraines étant captées pour l'alimentation des communes.

### Rivières et ravines
Le climat réunionnais et l'existence de côte au vent et sous le vent, explique la forte disparité de la pluviométrie entre les micro-régions et les saisons, et donc le débit variable des cours d’eau et les cascade. Les ravines sont des rivières qui sont sèches.
L'écoulement généralement torrentiel et temporaire des cours d'eau explique l'existence de vingt-quatre cours d'eau principaux dont treize rivières pérennes :

## Géologie
La Réunion est posée directement sur le plancher océanique à 7 000 mètres de profondeur, ce qui en fait l'un des ensembles volcaniques des plus hauts du monde, et des plus actifs avec en moyenne une éruption par an. Alors que les reliefs de la planète ont mis plusieurs millions d’années à se former, l’activité volcanique et l’érosion ont ici sculpté l'île en quelques centaines de milliers d'années.
La structure actuelle est le fruit d’une évolution géologique qui s’articule autour de trois phases majeures. Le socle sous-marin représente 97 % du volume total, puisque la base de l'île fait 240 km de diamètre et est située à 7 000 mètres de profondeur. Il y a environ six millions d'années qu'a débuté l'érection de la montagne sous-marine et trois millions d'années qu'elle a émergé. La Réunion est donc très jeune par rapport à l'île voisine de Madagascar dont l'âge est estimé à 2,4 milliards d’années.

### Le piton des Neiges
On distingue deux phases d'édification de ce massif : la phase dite « océanitique » (entre deux millions et 450 000 ans), et la phase « différenciée » (entre 340 000 et 29 000 ans), séparés par une période d’érosion. Pendant la première phase, le volcan s'est construit à partir de coulées de laves basaltiques très fluides, produites par des éruptions volcaniques effusives (volcan bouclier), alors que durant la phase « différenciée », des coulées de laves « tardives » sont venues remplir les ravines apparues lors de la période d’érosion. C’est à priori durant la période intermédiaire ou au début de la seconde phase que sont apparues les caldeiras de quatre cirques, les trois actuels et celui des Marsouins comblé ultérieurement par des éruptions tardives. Le volcanisme du piton des Neiges devient progressivement explosif, puis s’éteint il y a environ 12 000 ans.

### Le piton de la Fournaise
Le massif du Piton de la Fournaise s’est formé sur le flanc est du piton des Neiges pendant que ce dernier était encore en activité. Plusieurs phases de construction se sont succédé : apparition du volcan sous-marin des Alizés (1 000 000 à 450 000 ans) dont a émergé le premier volcan bouclier (450 000 à 150 000 ans) formant la caldeira initiale située entre la rivière de l'Est et la rivière des Remparts, le bouclier récent (150 000 à 4 700 ans) formant la caldeira et l’enclos du Grand Brûlé, et enfin le piton actuel avec le cratère Dolomieu. La grande majorité des éruptions historiques comme actuelles se sont produites à l’intérieur de l’enclos. Toutefois, quelques-unes, ont eu lieu à l’extérieur de l’enclos, édifiant par exemple, le piton Chisny dans la plaine des Sables et le cratère Commerson.

### L’érosion
L'érosion est extrêmement forte à La Réunion par suite d’une pluviométrie des plus importantes au monde, particulièrement sur sa côte-au-vent. Des records de précipitations sont atteints durant la saison des pluies et surtout lors des cyclones. Le ruissellement a ainsi creusé les vallées profondes et les ravines dirigées vers la mer. La nature friable des roches a contribué à sculpter le relief des cirques.

## Climat

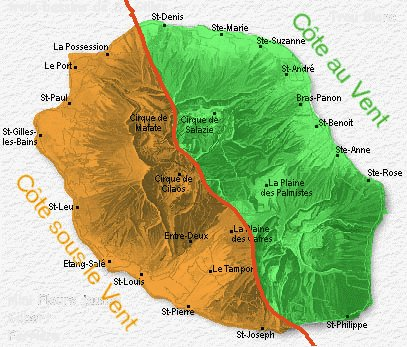
Côte au vent et côte sous le vent.

Baignée par les alizés d'Est, on distingue deux zones climatiques :
- la moitié de l'île au vent, est riche en cascades et en paysages verdoyants ;
- l'autre côté, sous le vent, est plus sec, on y trouve les plages et il y fait beau presque toute l'année. Le grand projet  du «basculement des eaux » permet d'amener les eaux du versant est vers l'ouest.

De même, deux saisons sont ressenties :
- il existe une période sèche, pendant « l'hiver austral » c'est-à-dire de mai à octobre, où il fait généralement beau (16°−25 °C sur la côte) ;
- la période des pluies, en été, de novembre à avril (18°−33 °C sur la côte) est soumise au passage de plusieurs dépressions tropicales.

## Géographie humaine

### Découpage administratif
Le chef-lieu de l'île est Saint-Denis, située au nord de l'île ; les sous-préfectures sont situées à Saint-Pierre au sud, Saint-Paul à l'Ouest et Saint-Benoît à l'Est.
Parmi les autres villes importantes, on citera : Le Tampon, Saint-Louis, Saint-André et Le Port. Situées sur la côte ouest, les stations balnéaires les plus réputées sont Saint-Gilles sur la commune de Saint-Paul et Saint-Leu.

## Environnement
Du fait de son relief, La Réunion compte une multitude de micro-climats ayant favorisé le développement d'une faune et d'une flore endémiques.

### Flore

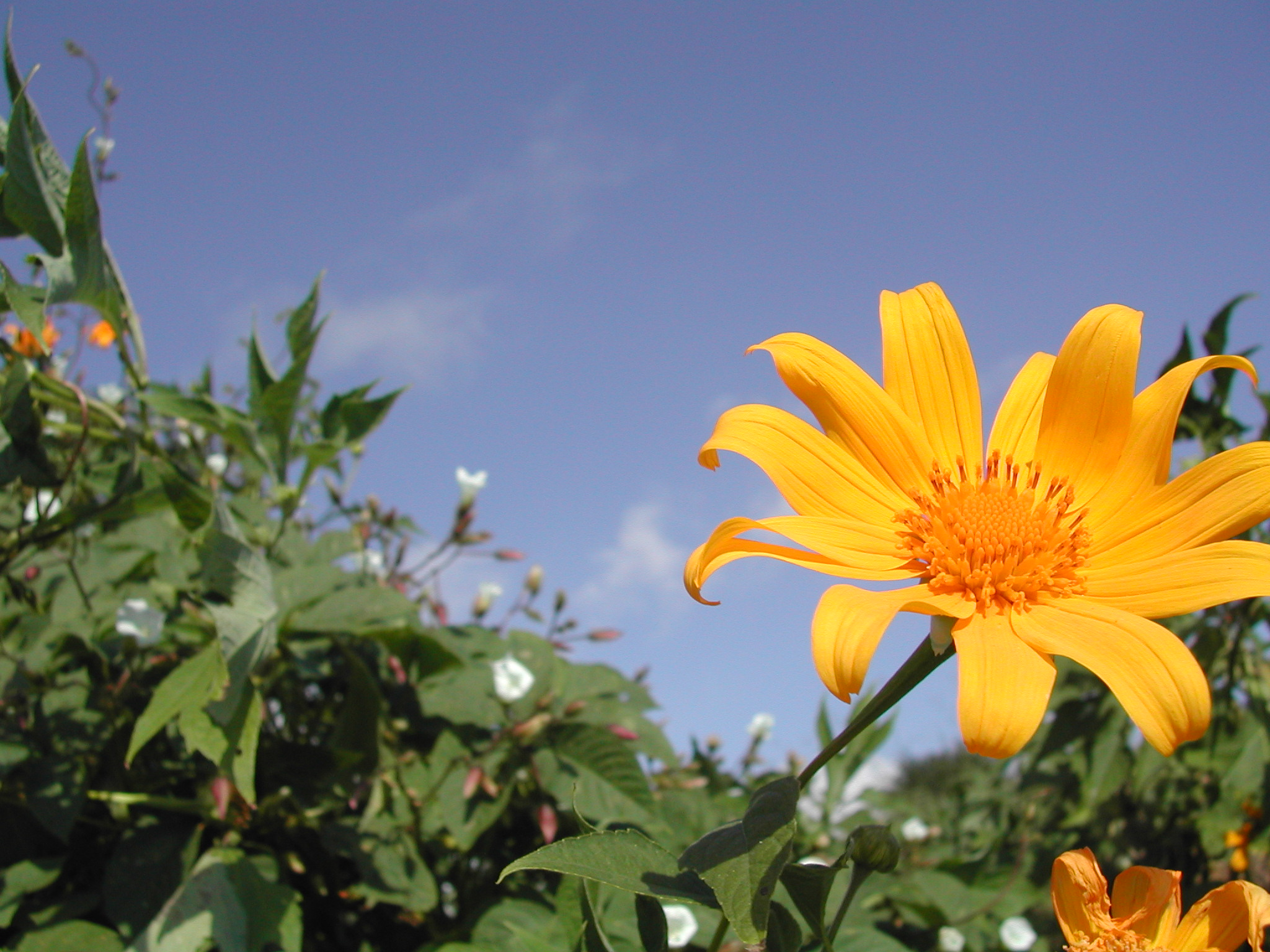
La flore à proximité du golf de Bassin Bleu, dans les Hauts de l'Ouest de La Réunion.

L'île de La Réunion possède de nombreux arbres et arbustes indigènes, en particulier dans la forêts primaires de Bélouve et Bébour.
Depuis que l'île est peuplée, les hommes ont aussi rapporté des plantes, des arbres et des animaux venant d'autres continents. Beaucoup viennent de zones tropicales comme le manguier (Asie) ou l'arbre du voyageur (Madagascar) mais certains viennent de zones plus tempérées.

### Faune
Du fait de son relief et de son histoire, La Réunion compte une multitude d'espèces animalières endémiques, et notamment un très grand nombre d'oiseaux. Certaines espèces, non endémiques, sont en revanche mieux connues, telles que l'Endormi de La Réunion et le Tangue.